# Oliver Ross
Oliver Ross (* 10. Oktober 2004) ist ein dänischer Fußballspieler, der aktuell beim Aalborg BK in der Superligaen unter Vertrag steht.

## Karriere

### Verein
Ross entstammt der Jugendakademie des Aalborg BK, wo er bis 2022 aktiv war. In der Saison 2020/21 schoss er bereits sieben Tore in 17 U19-Ligaspielen und kam einmal für die Reservemannschaft zum Einsatz, wo er auch treffen konnte. Auch in der Saison 2021/22 spielte er noch für die U19 und schoss dort acht Tore in 18 Spielen und ein weiteres in zwei Spielen für die Amateurmannschaft. Am 20. März 2022 (22. Spieltag) wurde er spät beim 3:0-Sieg gegen Brøndby IF eingewechselt und spielte so das erste Mal für die Profimannschaft. Anschließend kam er in nahezu jedem Spiel der Profis zum Einsatz und kam am Ende der Saison auf elf Ligaspiele in regulärer Runde, Meisterrunde und in den Playoffs.

### Nationalmannschaft
Nach einem Einsatz für die U17-Mannschaft 2020 war er seit September 2021 für die dänischen U18-Junioren aktiv. 2022 debütierte er in der Dänemark U19. Im Jahr 2023 machte Ross sowohl sein erstes Spiel für die U20 als auch für die dänische U21.

## Familie
Sein älterer Bruder Mathias Ross ist ebenfalls Fußballspieler. Der Innenverteidiger steht derzeit bei Galatasaray Istanbul unter Vertrag und ist in der Saison 2024/25 an Sparta Prag ausgeliehen.